# مجردها (فیلم ۱۳۸۳)
مجردها فیلمی به کارگردانی اصغر هاشمی، نویسندگی فرهاد توحیدی و تهیه‌کنندگی یدالله شهیدی ساخته سال ۱۳۸۳ است.
مجردها در ۲۶ اسفند ۱۳۸۳ بر روی پرده سینما رفت و ۳۶۵ میلیون در ۹۱ روز فروش کرد.

## خلاصه داستان
مجردها داستان سه جوان (منوچهر، شاهکار و امیرحسین) است که برای رسیدن به آرزوهایشان تصمیم می‌گیرند برای کار به یکی از کشورهای حوزه خلیج فارس بروند اما با دزدیده شدن پول‌هاشان زندگی آن‌ها تغییر می‌کند…

## بازیگران
| بازیگر         | نقش           | توضیح                                 |
| -------------- | ------------- | ------------------------------------- |
| محمدرضا فروتن  | منوچهر        |                                       |
| مجید صالحی     | شاهکار        |                                       |
| مریلا زارعی    | مهندس عربشاهی | صاحب‌کار                               |
| کاوه کاویان    | امیرحسین      |                                       |
| الناز شاکردوست | ژاله پشتکار   | معاون مهندس عربشاهی                   |
| آتیلا پسیانی   | عمو           | دوست و حامی منوچهر، شاهکار و امیرحسین |

## جشنواره‌ها
مجردها در نهمین دوره جشن خانه سینما کاندید دریافت تندیس در دو بخش بهترین کیفیت لابراتواری و نقش دوم زن (الناز شاکردوست) شده بود است.